# Bessude
Bessude (sardisch: Bèssude bzw. Essùde) ist eine italienische Gemeinde (comune) mit 375 Einwohnern (Stand 31. Dezember 2023) im Norden der Insel Sardinien in der Metropolitanstadt Sassari. Die Gemeinde liegt etwa 24 Kilometer südöstlich von Sassari.

## Verkehr
Durch die Gemeinde führt die Strada Statale 131 Carlo Felice von Torralba nach Uri.

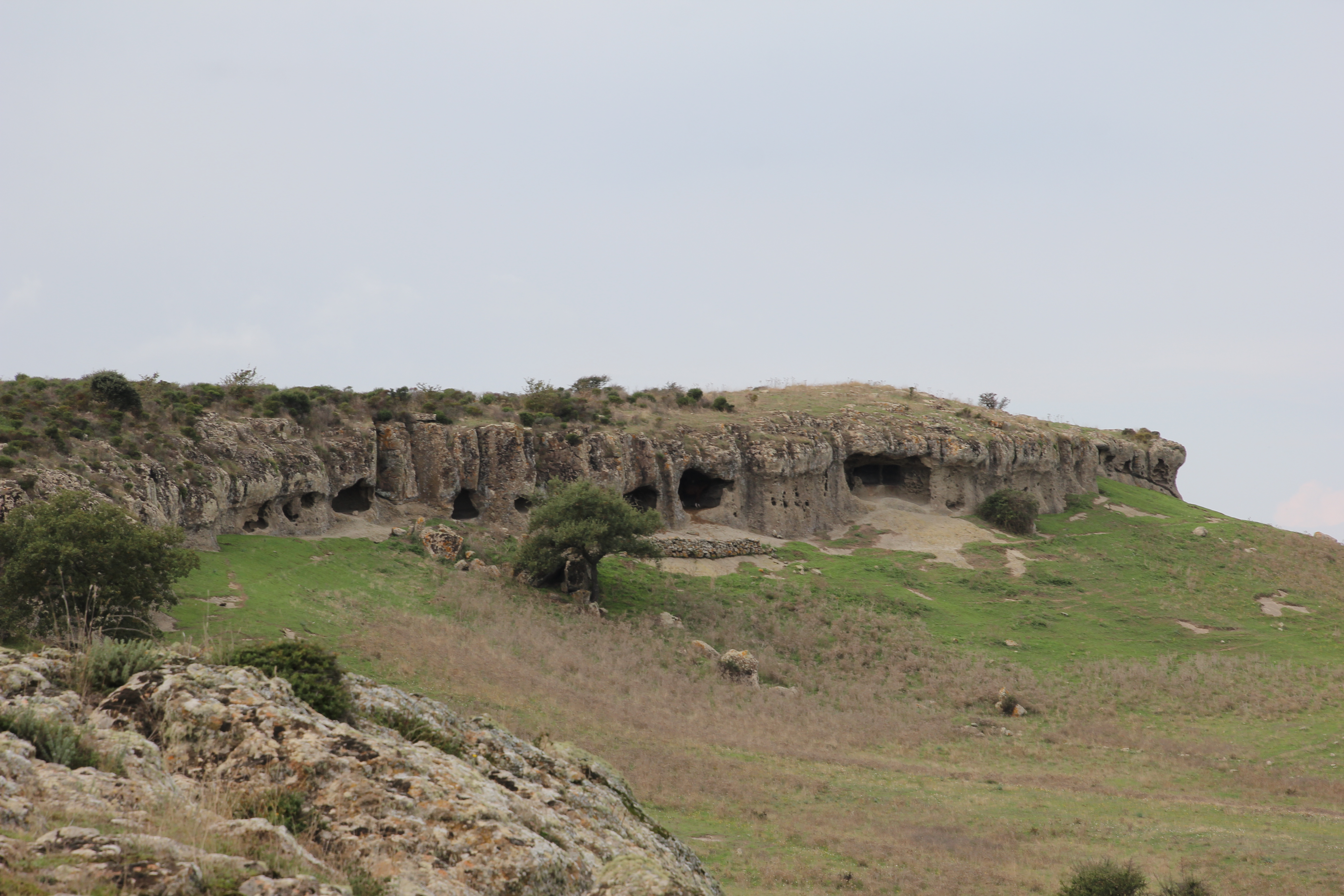
Necropole di Enas de Cannuja

In Bessude liegt die Necropole di Enas de Cannuja mit 5 bis 6 Domus de Janas.